# Escape from Sobibor
Escape from Sobibor is een oorlogsfilm uit 1987, geregisseerd door Jack Gold. De film is gebaseerd op het boek Escape from Sobibor van Richard Rashke, waarin het waargebeurde verhaal van een opstand in vernietigingskamp Sobibór in Polen wordt beschreven. Op 14 oktober 1943 vond uit dit kamp een uitbraak plaats, waarna op bevel van Heinrich Himmler het kamp werd gesloten en met de grond gelijk gemaakt. De achtergebleven joden moesten tot uitputtens toe werken, waarna ze werden vermoord.

## Verhaal
De film speelt zich af in het vernietigingskamp Sobibór in Polen. Een aantal gevangenen is vastbesloten te zullen ontsnappen. Als een groep anderen een vergeefse poging onderneemt merken ze dat achterblijvers bij wijze van represaille zwaar worden gestraft. Daarom besluiten ze dat het hele kamp moet kunnen ontsnappen. Ze zijn ervan overtuigd dat er een weg is, en dat ze voor de opgave staan die te vinden.
Als een groep Russische joodse krijgsgevangenen in het kamp aankomt wordt hun leider in het plan betrokken. Hij stippelt samen met burgergevangenen een plan uit. Het idee is dat de twaalf SS'ers in het kamp gedood moeten worden, dat de overgebleven 125 Oekraïense soldaten dan in verwarring zullen raken, en tijdens het appel alle gevangenen kunnen ontsnappen. Veel gevangenen weten uit het kamp te komen, maar op hun vlucht richting het bos worden de meesten neergeschoten of opgeblazen door mijnen.

## Rolverdeling
| Acteur               | Personage                                           |
| -------------------- | --------------------------------------------------- |
| Alan Arkin           | Leon Feldhendler                                    |
| Joanna Pacuła        | Luka (Gertrude Poppert-Schonborn)                   |
| Rutger Hauer         | Russisch-Joodse opstandsleider Alexander Petsjerski |
| Hartmut Becker       | SS-Hauptscharführer Gustav Wagner                   |
| Jack Shepherd        | Itzhak Lichtman                                     |
| Emil Wolk            | Samuel Lerer                                        |
| Simon Gregor         | Stanislaw 'Shlomo' Szmajzner                        |
| Linal Haft           | Kapo Porchek                                        |
| Jason Norman         | Thomas 'Toivi' Blatt                                |
| Robert Gwilym        | Chaim Engel                                         |
| Eli Nathenson        | Moses Szmajzner                                     |
| Kurt Raab            | SS-Oberscharführer Karl Frenzel                     |
| Eric Caspar          | SS-Hauptsturmführer Franz Reichleitner              |
| Hugo Bower           | SS-Oberscharführer Rudolf Beckmann                  |
| Klaus Grünberg       | SS-Oberscharführer Erich Bauer                      |
| Wolfgang Bathke      | SS-Unterscharführer Hurst                           |
| Henning Gissel       | SS-Scharführer Fallaster                            |
| Henry Stolow         | SS-Untersturmführer Johann Niemann                  |
| Ullrich Haupt        | SS-Scharführer Josef Wolf                           |
| Patti Love           | Eda Fiszer Lichtman                                 |
| Judith Sharp         | Bajle Sobol                                         |
| Ellis van Maarseveen | Selma Wijnberg                                      |

## Achtergrond
Het draaiboek is onder meer van Thomas Blatt (Toivi) en Stanislaw Szmajzner (Shlomo). Zij waren als tieners bij de opstand betrokken en wisten uit het kamp te vluchten.
De film werd in april 1987 als televisiefilm vertoond in de Verenigde Staten. In Duitsland kwam de film in 1989 als Engelstalige video in de handel.

## Voetnoten
1. ↑  Richard L. Rashke Escape from Sobibor, uitg. Houghton Mifflin, Boston (1982); Ned.vert. Ontsnapping uit Sobibor, uitg. In den Toren, Baarn (1984)